# 대한럭비협회
대한럭비협회(大韓럭비協會, Korea Rugby Union, KRU)는 대한민국의 럭비 종목 행정을 총괄하는 스포츠 행정 기구이다. 올바른 럭비를 대한민국 국민에게 널리 보급하고 국민 체력을 향상케 하며, 우수 경기인 및 지도자를 양성, 국위 선양 도모할 목적으로 설립된 단체다. 1946년 3월 10일에 '대한럭비축구협회'라는 이름으로 출범하고 1972년에 '대한럭비풋보올협회'로 개칭한 후, 1979년에 '대한럭비풋볼협회'로 개칭했다. 1999년에 '대한럭비협회'로 명칭이 변경되었고, 2001년 12월 10일에 대한민국 문화체육관광부 소관의 사단법인으로 등록됐다.

## 연혁
- 1923년: 국내 럭비 도입
- 1946년: 대한럭비축구협회(KRFU) 창립
- 1953년: 대한체육회 가맹
- 1969년: 아시아럭비풋볼협회(ARFU) 가입
- 1972년: 대한럭비풋보올협회(KRFU) 개칭
- 1979년: 대한럭비풋볼협회(KRFU) 개칭
- 1988년: 국제럭비위원회(IRB) 가입
- 1999년: 대한럭비협회(KRU) 개칭
- 1999년: 방콕 아시안게임 7인제, 15인제 금메달

- 2001년 12월: 대한럭비협회 사단법인 설립
- 2002년 8월: 부산 아시안게임 7인제, 15인제 금메달
- 2015년 2월: 제 22대 이상웅 회장 취임
- 2016년 2월: 2016 아시아 여자럭비 발전대회 우승
- 2017년 9월: 2017 아시아 세븐즈 시리즈 2차 대회 우승
- 2018년 9월: 2018 자카르타 - 팔렘방 하계 아시아 경기 남자 동메달
- 2020년 11월: 2020 도쿄 올림픽 남자 럭비 아시아 지역 예선 우승
- 2021년: 제 24대 최윤 회장 취임
- 2021년: 남자 럭비 7인제 2020 도쿄올림픽 출전

- 2022년: 2022 OK 코리아 슈퍼럭비리그 개최
- 2022년: 남자 럭비 15인제 2022아시아 럭비 챔피언십 준우승
- 2022년: 2022 남아공 럭비 세븐스 월드컵 본선 진출
- 2023년: 2023 한국 아시아 럭비 세븐스 시리즈 3위

## 주요 사업
- 럭비경기 기본방침 및 심의결정
- 럭비경기대회 개최 및 주관
- 경기규칙 제정 및 해석
- 경기기술의 연구 및 향상
- 국가대표의 양성 및 경기시설에 관한 연구

## 주요 럭비 대회
- OK 코리아 슈퍼럭비리그: 대한민국 럭비 최강자를 가리는 대회로, 2007년 처음으로 개최되었다. 한국전력과 현대글로비스, 국군체육부대와 포스코건설 등 총 4개팀이 매년 리그전을 치르고 있으며, 팀 수가 적다 보니 대학부 럭비팀 등이 참여한 가운데 진행되는 경우가 많다. 2022년 ‘OK 코리아 슈퍼럭비리그’의 경우 인천광역시 남동 아시아드 럭비경기장에서 진행됐는데, 기조 대회와 차별화를 시도했다. 매주 1경기씩 주말대회로만 치르는 ‘리그제’를 도입해 대회 기간을 43일로 늘렸으며, 선수들에게 안전과 충분한 휴식을 보장해 최고의 경기력을 선보이고자 ‘내국인 용병 트라이아웃’ 제도도 시행했다. 또한, ‘한국 럭비 관람은 공짜’라는 기존의 관행에서 벗어나 럭비의 가치를 높이고 대중의 관심을 끌어 모으고자, 최윤 대한럭비협회장의 주도 아래 ‘럭비 경기관람 티켓 유료화’도 시도했다. 고화질 생중계 방송과 경기장 현장에서 럭비를 관람하는 관중이 보다 생동감 있는 경기를 즐길 수 있도록 돕고자, 심판이 마이크를 차고 판정하기도 했다. 그 결과, 리그 기간 중 총 3600여명에 달하는 관중이 럭비 경기장을 찾아 한국 럭비 역사상 유례없던 폭발적인 관심을 받게 됐다.
- 기타 대회: 코리아 슈퍼럭비리그 이외에도 많은 대회를 개최하고 있다. 매해 초 △16세 이하 럭비 꿈나무를 비롯해 △19세 이하부 △대학부 등이 참가하는 ‘전국 춘계럭비리그’를 개최하고 있으며, ‘전국 종별 럭비 선수권대회’, ‘대통령기 전국 종별 럭비 선수권대회’, ‘대한럭비협회장배 전국 럭비 대회’ 개최도 주도하고 있다.

## 참고 문헌
- 〈대한럭비협회〉. 《두피디아》. 두산.
- 《2015 체육백서》. 대한민국 문화체육관광부. 2018.
- “대한체육회 회원종목단체 경영공시”. 대한체육회.

## 같이 보기
- 대한장애인럭비협회
- 대한민국의 럭비 리그 시스템